# Nhà thờ chính tòa Bagrati
Nhà thờ chính tòa Bagrati (tiếng Gruzia: ბაგრატი; ბაგრატის ტაძარი) hay Nhà thờ Đức Mẹ, Nhà thờ Kutaisi là một nhà thờ thế kỷ 11 nằm tại Kutaisi, trong khu vực Imereti, Gruzia. Nhà thờ hiện là một kiệt tác kiến trúc thời Trung Cổ ở Gruzia. Nó bị thiệt hại nặng nề trong nhiều thế kỷ và được phục hồi như hiện trạng thông qua nhiều quá trình từ năm 1950 và hoàn thành vào năm 2012. Công trình là một điểm nhấn khác biệt so với khung cảnh trung tâm của Kutaisi khi nó nằm trên ngọn đồi Ukimerioni. Năm 2004, nó cùng với Tu viện Gelati được UNESCO công nhận trở thành một Di sản thế giới. Tuy nhiên, đến năm 2017 tại phiên họp lần thứ 41 của Ủy ban Di sản thế giới, Nhà thờ chính tòa Bagrati đã bị loại ra khỏi Danh sách Di sản thế giới của UNESCO do quá trình tái thiết gây bất lợi lớn cho tính toàn vẹn và xác thực của di sản này.

## Lịch sử
Nhà thờ Bagrati được xây dựng vào những năm đầu của thế kỷ thứ 11, dưới thời trị vì của vua Bagrat III, do đó được gọi là "Bagrati", tức là nhà thờ của Bagrat. Một bức khắc trên bức tường phía bắc cho thấy sàn nhà được xây dựng trong "Biên niên sử 223", tức là năm 1003. Năm 1692, nó đã bị phá hủy trong một vụ tấn công của quân Ottoman xâm chiếm Vương quốc Imereti. Vụ tấn công khiến mái vòm và trần nhà sụp đổ.
Các công trình được bảo tồn và trùng tu, cũng như các khảo cứu khảo cổ tại Nhà thờ chính tòa bắt đầu vào những năm 1950 dưới sự lãnh đạo của một kiến trúc sư người Gruzia là Vakhtang Tsintsadze. Công cuộc phục hồi của Tsintsadze được chia thành sáu giai đoạn và diễn ra liên tiếp trong nhiều thập kỷ. Đến năm 1994 Nhà thờ Bagrati cùng với Tu viện Gelati đã được đưa vào UNESCO của Di sản thế giới danh sách như một thực thể duy nhất. Năm 2001, quyền sở hữu nhà thờ được chuyển từ nhà nước Gruzia sang Nhà thờ Chính thống Gruzia. Hiện nay nó chỉ được sử dụng cho các dịch vụ tôn giáo hạn chế, nhưng thu hút nhiều khách hành hương và khách du lịch. Nó cũng thường được sử dụng như là một biểu tượng của thành phố Kutaisi.